# エピグラフ (数学)

区間上で定義された関数のエピグラフ

実数値関数のエピグラフ (英: epigraph) とは、関数のグラフの上位にある点からなる集合を指す。すなわち、関数 f: X → R のエピグラフとは直積集合 X × R の部分集合
{\displaystyle \operatorname {epi} f=\{\,(x,y)\,:\,x\in X,\,y\in \mathbf {R} ,\,y\geq f(x)\,\}}
である。
これと同様にして関数のグラフの下位にある点からなる集合
{\displaystyle \operatorname {hyp} f=\{\,(x,y)\,:\,x\in X,\,y\in \mathbf {R} ,\,y\leq f(x)\,\}}
をハイポグラフ (英: hypograph) という。

## 性質
エピグラフの幾何的な性質と関数の解析的な性質との間には次のような関係がある。
- 定義域が凸集合であるとき、エピグラフが凸集合であることと関数が凸であることとは同値である。

- 定義域が位相空間であるとき、エピグラフが閉集合であることと関数が下半連続であることとは同値である[2]。

## 注
1. ↑  Aliprantis & Border 2006, p. 8.
2. ↑  Aliprantis & Border 2006, Corollary 2.60.